# Hippothoa musivaria
Hippothoa musivaria är en mossdjursart som beskrevs av Hayward och Fordy 1982. Hippothoa musivaria ingår i släktet Hippothoa och familjen Hippothoidae. Inga underarter finns listade i Catalogue of Life.